# Élections européennes de 1984 en Grèce
Des élections européennes se sont déroulées le dimanche 17 juin 1984 en Grèce pour désigner les 24 députés européens au Parlement européen, pour la législature 1984-1989. Pour la première fois, les élections se tenaient en Grèce en même temps que dans le reste de la Communauté européenne ; les précédentes élections ayant eu lieu en 1981, à la suite de l'intégration du pays.

## Résultats
| Parti | Parti                                         | Vote      | %     |    |
| ----- | --------------------------------------------- | --------- | ----- | -- |
|       | Mouvement socialiste panhellénique (PASOK)    | 2 476 491 | 41,58 | 10 |
|       | Nouvelle Démocratie (ND)                      | 2 266 568 | 38,05 | 9  |
|       | Parti communiste de Grèce (KKE)               | 693 304   | 11,64 | 3  |
|       | Parti communiste de Grèce (intérieur) (KKE-E) | 203 813   | 3,42  | 1  |
|       | Union politique nationale (EPEN)              | 136 642   | 2,29  | 1  |